# Urqueira
Urqueira est une freguesia portugaise située dans le District de Santarém.
Avec une superficie de 31,28 km2 et une population de 1 910 habitants (2001), la paroisse possède une densité de 61,1 hab/km2.